# Enarmoniodes
Enarmoniodes is een geslacht van vlinders van de familie bladrollers (Tortricidae), uit de onderfamilie Olethreutinae.

## Soorten
- E. furcula (Kuznetsov, 1973)
- E. luteispecula (Kuznetsov, 1979)
- E. mirabilis Ghesquière, 1940
- E. praetextana (Walsingham, 1897)